# Henri Fabre
Henri Marie Léonce Fabre (29. listopadu 1882 – 30. června 1984) byl francouzský průkopník letectví a vynálezce prvního hydroplánu na světě Hydravion, pojmenovaného Le Canard a zároveň první člověk, který s hydroplánem vzlétl.

## Život

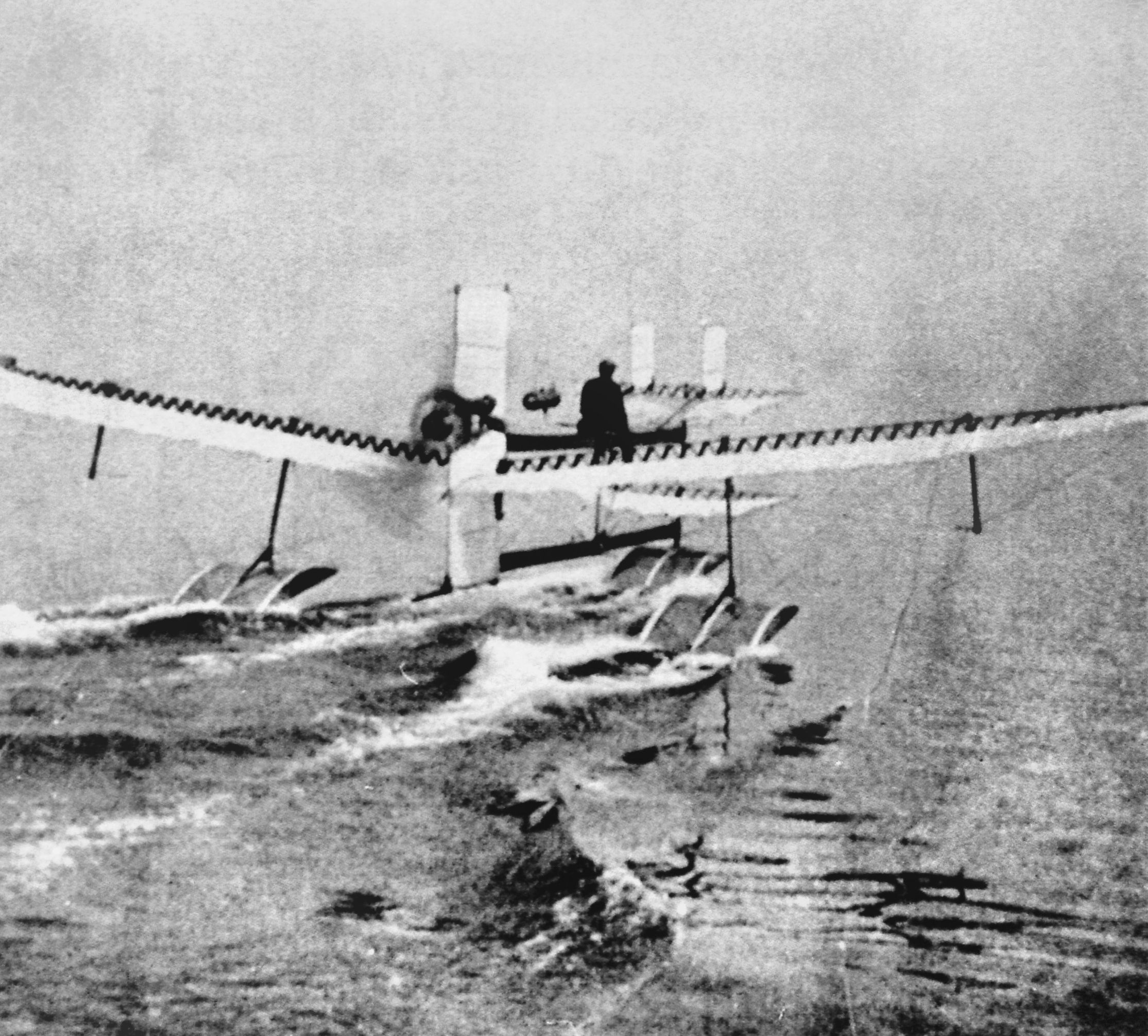
Henri Fabre řídící svůj hydroplán

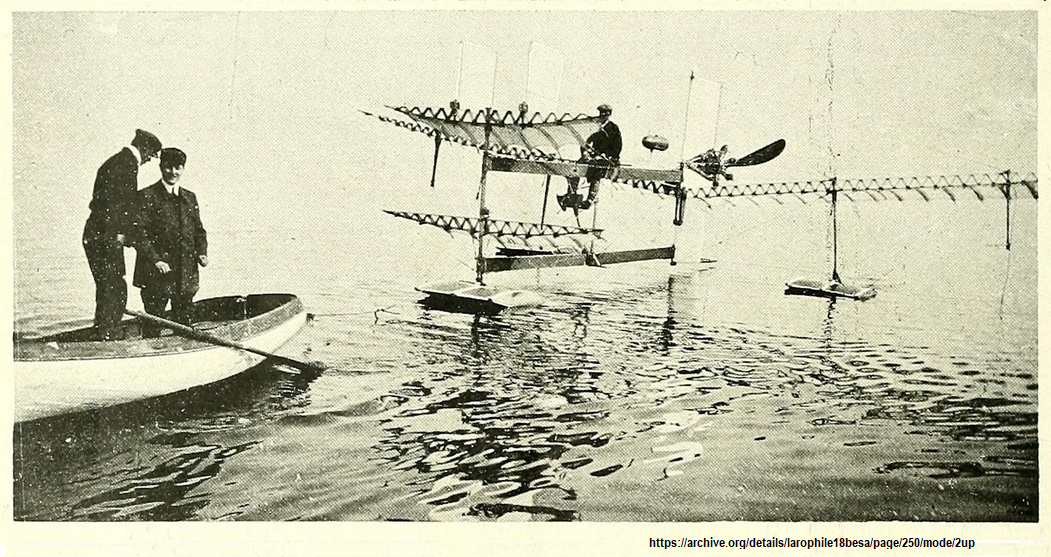
Fabreho hydroplán

Henri Fabre se narodil v prominentní rejdařské rodině v Marseille. Vzdělání se mu dostalo na jezuitské koleji, kde se hlouběji zabýval i studiem hydrodynamiky. Poté se intenzivně zabýval designem letadel a vrtulí. V roce 1909 začal se stavbou prvního prototypu hydroplánu. Investoval mnoho času do konstrukce plováků. Protože měl ale motor prototypu jen slabý motor o výkonu 25 koní, stroj nelétal. Později postavil nový stroj Hydravion poháněný sedmiválcovým rotačním motorem Gnôme Omega s výkonem 37 kW (50 koní), jehož vrtule byla tlačná.
Ačkoliv neměl s létáním žádné praktické zkušenosti, první úspěšný start svého letadla z vody uskutečnil Fabre 28. března 1910 z hladiny laguny Étang de Berre, nacházející se 25 km od Marseille. Toho dne uskutečnil celkem čtyři lety, první měřil 457 metrů. Nejdelší z nich byl více než 600 metrů dlouhý. V následujících dnech zaletěl i na vzdálenost kolem šesti kilometrů. Fabreho brzy po prvních letech kontaktovali Glenn Curtiss a Gabriel Voisin, kteří využili jeho konstrukci a techniku k vývoji vlastních hydroplánů.
Filigránský Hydravion se ukázal jako velmi stabilní. Po jednom nevydařeném přistání byl letoun přepracován. V dubnu 1911 s novou verzí odstartoval pilot Jean Bécue v Monaku. Ještě v roce 1911 byl letoun poškozen. Fabre, který neměl žádnou finanční rezervu, musel zastavit výrobu nového stroje a nadále se zabýval už jen výrobou plováků, například pro firmu Voisin.
Během první světové války Fabre založil a vedl firmu s 200 zaměstnanci, která se specializovala na výrobu hydroplánů.
Henri Fabre zemřel ve věku 101 let, jako jeden z posledních průkopníků letectví.
Hydravion je vystaven v Musée de l'air et de l'espace v Le Bourget.